# Kangilinnguit

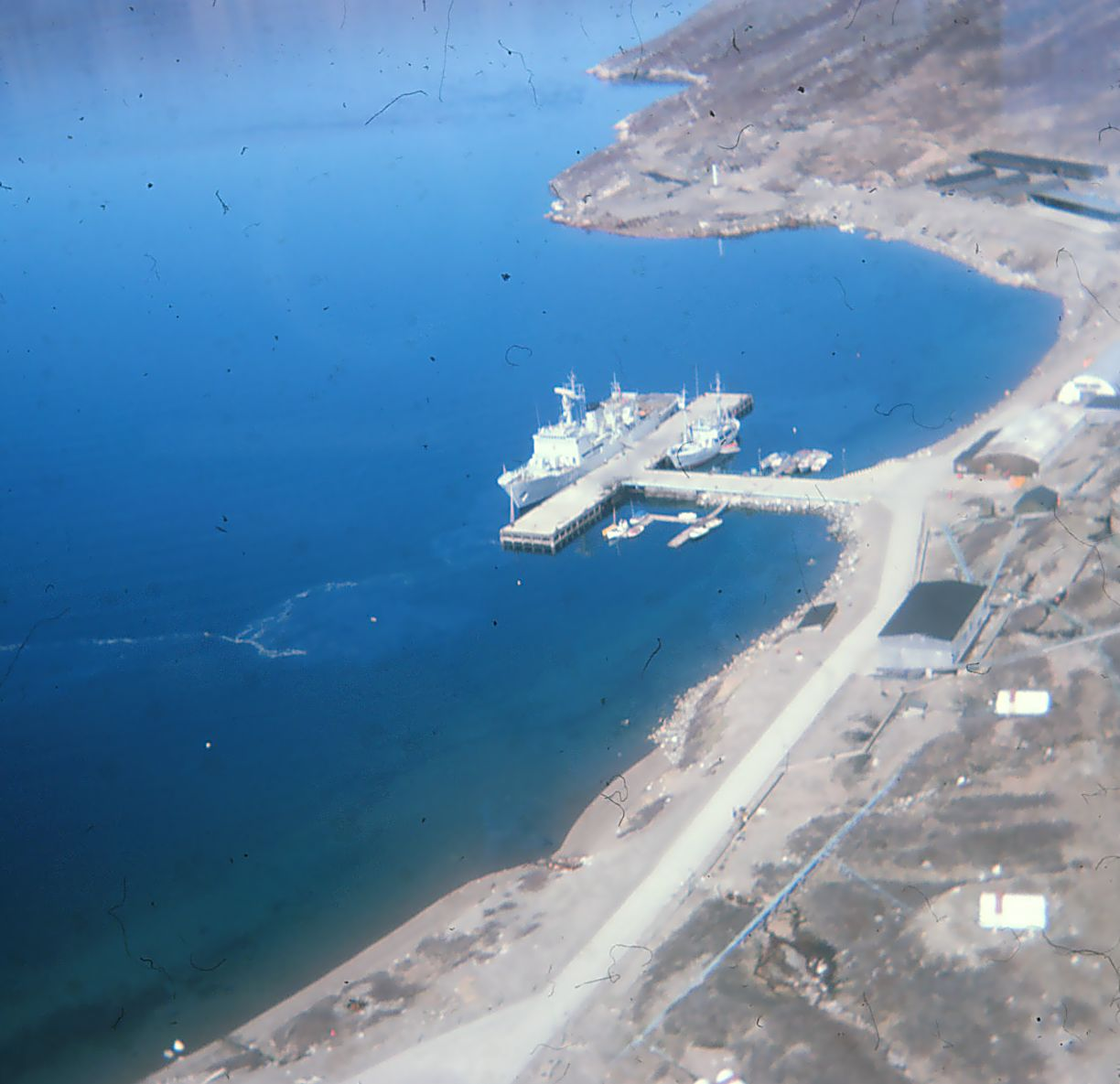
Kangilinnguit, 1977.

Kangilinnguit (danska: Grønnedal) är en bosättning och en marinbas i Sermersooqs kommun i sydvästra Grönland. Platsen grundades med namnet Green Valley (gröna dalen) av den amerikanska marinen under andra världskriget för att skydda den strategiska kryolitgruvan i Ivittuut. Marinbasen lades ned den 6 september 2014 och personalen flyttades till Arktisk Kommando i Nuuk.
Orten hade 2005 176 invånare, varav majoriteten var försvarspersonal.
Kangilinnguit ligger vid Arsukfjorden vid 61°14′N 48°06′V / 61.233°N 48.100°V